# Asteroids Deluxe
Asteroids Deluxe è un videogioco arcade a grafica vettoriale realizzato da Atari nel 1981 come successore di Asteroids.

## Modalità di gioco
Asteroids Deluxe mantiene inalterati lo scopo e la modalità di gioco del suo predecessore: alla guida di una navicella spaziale, il giocatore deve fare quanti più punti possibili distruggendo gli asteroidi e gli altri nemici presenti nello schermo. Il gioco termina quando il giocatore esaurisce le vite a sua disposizione.

## Differenze rispetto ad Asteroids
Rispetto al gioco da cui deriva, Asteroids Deluxe introduce alcune novità:
- la grafica del gioco è colorata di azzurro invece che di bianco.
- Gli asteroidi adesso ruotano.
- La navicella del giocatore presenta due piccole ali laterali. La velocità massima della navicella resta invariata mentre risulta raddoppiata la sua accelerazione.
- Viene aggiunta una nuova nave nemica denominata death star, o stella della morte (in Italia indicata come "fiocco di neve" per la sua forma), rappresentata da un esagono:
  - quando un esagono viene colpito esso si divide in 3 diamanti; se un diamante viene colpito, si divide in 2 triangoli più piccoli. Quando un triangolo viene colpito, esso scompare. Sia i diamanti che i triangoli inseguono la navicella del giocatore fino a quando non la colpiscono distruggendola o non vengono distrutti a loro volta.
- I dischi volanti (grande e piccolo) sono stati riprogrammati migliorandone il comportamento:
  - il disco volante grande adesso spara 4 colpi, di cui 1 in direzione del giocatore; se sullo schermo non ci sono altri bersagli, tutti e 4 i colpi sono diretti alla navicella del giocatore;
  - il disco volante piccolo spara sempre in direzione della navicella del giocatore, divenendo quindi molto più pericoloso;
  - entrambi i dischi volanti godono, come il giocatore, della possibilità dello "sparo avvolgente", vale a dire un colpo sparato a destra fuori dallo schermo ricomparirà a sinistra. Possono cioè "uscire" dallo schermo per cui si può essere colpiti anche stando a distanza dai dischi: nel primo Asteroids i dischi volanti non sparavano verso i bordi dello schermo, non sfruttando la proprietà toroidale dello spazio di gioco.
- Il punteggio adesso riparte da zero al superamento della soglia dei 999.999 punti invece che 99.999.
- Viene aggiunta al vetro protettivo una maschera grafica per dare l'idea della profondità: in questa maniera lo schema del gioco sembra "fluttuare" nel vuoto, rendendo nel contempo leggermente più difficoltosa la vista della grafica vettoriale.
- L'iperspazio viene sostituito da uno scudo (sempre azionato da un pulsante). Nelle situazioni di pericolo il giocatore può attivare uno scudo protettivo: questo scudo, che è rappresentato da un ottagono disegnato intorno alla navicella del giocatore, dura circa 10 secondi per navicella e non può essere ricaricato. Il livello di energia è rappresentato dalla sua luminosità.
- Il fuoco è ora automatico: basta tenere premuto il relativo pulsante per sparare un massimo di 4 colpi (su schermo) alla volta.
- Il numero di asteroidi è inizialmente di 4 al 1º livello, aumentando di 1 unità ad ogni passaggio di livello per raggiungere il massimo di 9 dal livello 6 in poi.

## Punteggi
- Asteroide grande - 20 punti
- Asteroide medio - 50 punti
- Asteroide piccolo - 100 punti
- Esagono - 50 punti
- Diamante - 100 punti
- Triangolo - 200 punti
- Disco volante grande - 200 punti
- Disco volante piccolo - 1000 punti

John McAllister detiene il record ufficiale con 3.333.360 punti, realizzato il 12 febbraio 2009. Il precedente record era di Leo Daniels con 2.240.120 punti.

## Dettagli tecnici
Asteroids Deluxe non differisce tecnicamente dal suo predecessore, risultando, come il primo Asteroids, ancora basato su un processore MOS 6502 a 1,512 MHz affiancato da un chip audio custom (POKEY). La parte relativa alla grafica vettoriale era sempre governata dall'hardware proprietario Atari DVG (Digital Vector Generator).
Il gioco era distribuito in 3 cabinet differenti: uno verticale classico, un verticale più basso (denominato cabaret cabinet) ed uno in formato "tavolino" (o cocktail cabinet). Tutti i cabinet permettevano il gioco a 2 giocatori e presentavano i 5 pulsanti per Sinistra, Destra, Fuoco, Motore e Scudo.

## Storia
Il primo Asteroids, gioco che aveva affascinato milioni di persone, aveva un solo difetto: era troppo semplice. Giocatori esperti potevano giocare per ore con una sola moneta. Per rimediare a ciò Atari affidò a Dave Shepperd il compito di sviluppare una nuova versione del gioco, questa volta più difficile. Sfortunatamente Shepperd riuscì troppo bene in questo compito, rendendo il gioco estremamente difficile per il giocatore medio. Ne venne quindi pubblicata una nuova versione, questa volta più semplice.
Il progetto di Asteroids Deluxe fu realizzato con priorità altissima, fermando anche l'imminente uscita di Space Duel. Il gioco però non ebbe il successo sperato, vendendo solo 22.300 unità (circa il 60% in meno rispetto a quelle dell'originale Asteroids) perciò Atari decise di fermarne la produzione e riprendere lo sviluppo di Space Duel, che invece riscosse un discreto successo.

## Versioni
Come detto, la versione originale del gioco era così difficile che Atari ne realizzò una che aveva una modalità di gioco più facile. Questa fu inizialmente resa disponibile per il mercato europeo così che in genere si fa riferimento ad essa come alla "versione europea". Per determinare quale versione era in uso bastava controllare la prima apparizione della "stella della morte": nella versione originale essa appariva verso la fine della seconda ondata, in quella europea verso la fine della prima ondata, muovendosi più lentamente.

## Porting
Una conversione ufficiale fu pubblicata dalla Atari per Atari ST nel 1987. Inoltre il gioco emulato compare in molte raccolte per sistemi più moderni:
- Console:
  - Sony PlayStation (2001, Atari Anniversary Edition)
  - Sega Dreamcast (2001, Atari Anniversary Edition)
  - Xbox 360 (2010, Game Pack 01 su Game Room)
- Computer:
  - PC [MS Windows, CD-Rom] (2000, Atari Arcade hits 2)
  - PC [MS Windows, CD-Rom] (2001, Atari Anniversary Edition)
  - PC [MS Windows, CD-Rom] (2003, Atari - 80 Classic Games in One!)
  - Windows (2010, Game Pack 01 su Game Room)